# 慕容彊
慕容彊（?—?），字元修，昌黎徒河棘城（今辽宁义县）人，慕容鲜卑人。
354年，前燕皇帝慕容儁任命慕容彊为前锋都督，督荆、徐二州、缘淮诸军事，率兵前进占据了黄河以南。369年，慕容垂暗中想要离开前燕投奔前秦，太傅慕容评派西平公慕容彊率领精锐骑兵追赶，到范阳后追了上去。慕容垂长子慕容令在后面掩护，慕容彊也不敢逼近。